# 이스라엘 요리

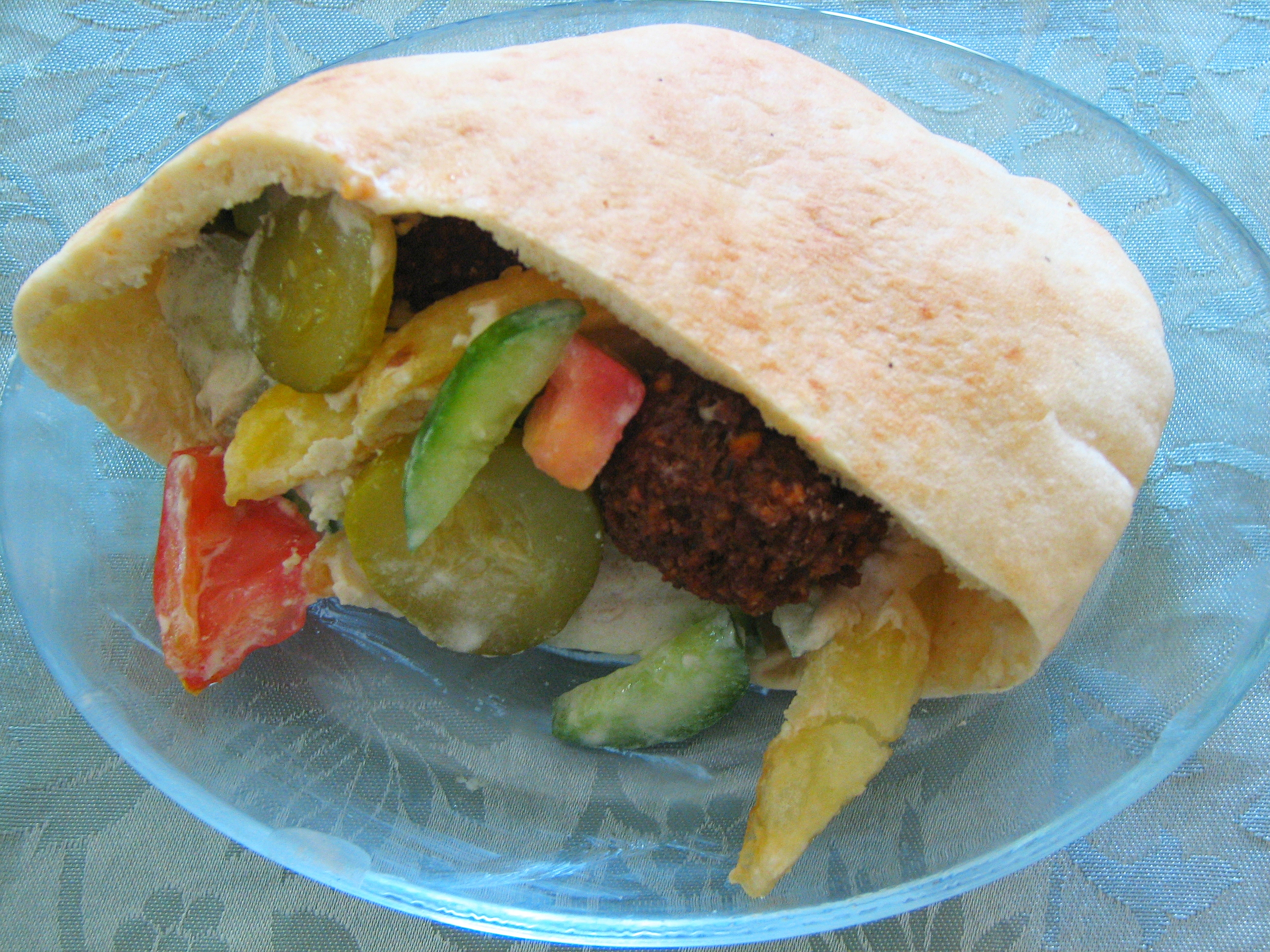
피타에 끼운 팔라펠

이스라엘 요리(Israel 料理, 히브리어: המטבח הישראלי 하미트바크 하이스렐리)는 서남아시아 레반트 지역에 있는 이스라엘의 요리이다. 유대인 디아스포라에에 의해 이스라엘에 가져온 요리를 포함한다.

## 특성
지리학은 이스라엘 요리에 큰 영향을 미치고 올리브, 밀, 병아리콩, 유제품, 생선, 토마토, 가지, 호박, 야채와 같은 지중해 음식은 이스라엘 음식에서 두드러진다. 

## 샐러드와 전채
채소 샐러드는 일반적으로 달걀, 빵, 요구르트 또는 코티지 치즈와 같은 유제품을 포함하는 전통적인 이스라엘식 아침식사를 포함하여 대부분의 식사와 함께 먹는다. 점심과 저녁에는 샐러드가 반찬으로 제공될수 있다. 피타에서 제공되는 샐러드, 후머스 및 감자 튀김의 가벼운 식사는 후머스치프살라트라고 한다. 

## 같이 보기
- 레반트 요리
- 아시아 요리
- 유대 요리
- 중동 요리
- 지중해 요리